# La Conception matérialiste de la question juive
Pour les articles homonymes, voir Question juive.
La Conception matérialiste de la question juive est un ouvrage d'Abraham Léon. C'est un ensemble de notes écrites entre 1940 et 1944. C'est une analyse marxiste de l'histoire du judaïsme et du sionisme. Il fait un lien entre la situation socio-économique des Juifs au long de leur histoire, et une critique vigoureuse du sionisme. Il a une approche matérialiste du fait religieux, et refuse de considérer le judaïsme comme autre chose que l'expression de la position économique des Juifs dans le système de production précapitaliste puis capitaliste. Son analyse historique des persécutions antisémites et du sionisme, fait encore autorité auprès des marxistes.